# Original Soundtracks 1
Original Soundtracks 1 – album nagrywany od listopada 1994 r. do lipca 1995 r. w Westside Studios w Londynie i studiu Hanover w Dublinie, wydany 6 listopada 1995 r., którego autorami są muzycy z irlandzkiej grupy U2 (Bono, The Edge, Adam Clayton, Larry Mullen Jr.) oraz Brian Eno. Ze względu na "trudny" rodzaj muzyki (ambient, electronica), zdecydowali się użyć pseudonimu "Passengers".
Na jedynym singlu pochodzącym z płyty - "Miss Sarajevo" - wraz z Bono śpiewa włoski tenor Luciano Pavarotti.
"Your Blue Room" miał być drugim singlem, ale kiepska sprzedaż płyty sprawiła, że zrezygnowano z tego planu. W piosence tej ostatni wers deklamuje Adam Clayton – to zaledwie drugi utwór U2, na którym można usłyszeć głos basisty.

## Lista utworów
1. "United Colours" – 5:31
2. "Slug" – 4:41
3. "Your Blue Room" – 5:28
4. "Always Forever Now" – 6:24
5. "A Different Kind of Blue" – 2:02
6. "Beach Sequence" – 3:25
7. "Miss Sarajevo" – 5:41
8. "Ito Okashi" – 3:25
9. "One Minute Warning" – 4:40
10. "Corpse (These Chains are Way Too Long)" – 3:35
11. "Elvis Ate America" – 2:59
12. "Plot 180" – 3:41
13. "Theme from The Swan" – 3:24
14. "Theme from Let's Go Native" – 3:07